# Jaycee Okwunwanne
Jaycee Okwunwanne (Lagos, Nigeria, 8 de octubre de 1985) es un exfutbolista de Baréin nacido en Nigeria que jugaba en la posición de delantero.

## Carrera

### Club
| Periodo   | Club                | Apariciones | Goles |
| --------- | ------------------- | ----------- | ----- |
| 2004-2006 | Al-Ahli Manama      | 25          | 23    |
| 2006-2008 | Muharraq Club       | 30          | 29    |
| 2008–2009 | RE Mouscron         | 47          | 12    |
| 2010      | Eskişehirspor       | 21          | 4     |
| 2011      | Al Jahra SC.        | 14          | 6     |
| 2011–2014 | Al-Kharitiyath      | 48          | 17    |
| 2014–2015 | Al-Mesaimeer SC     | 15          | 19    |
| 2015–2018 | Bangkok United      | 48          | 33    |
| 2018      | Air Force United FC | 14          | 2     |
| 2019      | Felda United FC     | 2           | 0     |
| 2019      | Bangkok United      | 7           | 0     |
| 2020      | Khon Kaen United FC | 13          | 2     |
| 2020–2021 | Chonburi FC         | 11          | 3     |

### Selección nacional
Jugó para Baréin en 49 ocasiones de 2006 a 2016 y anotó 14 goles; participó en tres ediciones de la Copa Asiática y en los Juegos Asiáticos de 2006.

## Logros
- Liga Premier de Baréin (2): 2007, 2008
- Copa FA de Baréin (1): 2008

## Estadísticas

### Goles con selección nacional
| No  | Fecha      | Sede                                                  | Rival                  | Marcador | Resultado | Torneo                                               |
| --- | ---------- | ----------------------------------------------------- | ---------------------- | -------- | --------- | ---------------------------------------------------- |
| 1.  | 27-6-2007  | Petaling Jaya Stadium, Petaling Jaya, Malasia         | Emiratos Árabes Unidos | 2–2      | 2–2       | Amistoso                                             |
| 2.  | 30-6-2007  | Mỹ Đình National Stadium, Hanói, Vietnam              | Vietnam                | 3–3      | 3–5       | Amistoso                                             |
| 3.  | 4-10-2007  | Bahrain National Stadium, Riffa, Baréin               | Singapur               | 1–0      | 3–1       | Amistoso                                             |
| 4.  | 4-10-2007  | Bahrain National Stadium, Riffa, Baréin               | Singapur               | 2–0      | 3–1       | Amistoso                                             |
| 5.  | 4-10-2007  | Bahrain National Stadium, Riffa, Baréin               | Singapur               | 3–0      | 3–1       | Amistoso                                             |
| 6.  | 21-10-2007 | Bahrain National Stadium, Riffa, Baréin               | Malasia                | 3–0      | 4–1       | Clasificación para la Copa Mundial de Fútbol de 2010 |
| 7.  | 23-3-2009  | Bahrain National Stadium, Riffa, Baréin               | Zimbabue               | 3–0      | 5–2       | Amistoso                                             |
| 8.  | 9-9-2009   | King Fahd International Stadium, Riad, Arabia Saudita | Arabia Saudita         | 1–1      | 2–2       | Clasificación para la Copa Mundial de Fútbol de 2010 |
| 9.  | 29-11-2012 | Saoud bin Abdulrahman Stadium, Al Wakrah, Catar       | Palestina              | 2–0      | 2–0       | Amistoso                                             |
| 10. | 9-12-2012  | Ali Sabah Al-Salem Stadium, Al Farwaniyah, Kuwait     | Yemen                  | 1–0      | 1–0       | Campeonato de la WAFF 2012                           |
| 11. | 15-12-2012 | Ali Sabah Al-Salem Stadium, Al Farwaniyah, Kuwait     | Arabia Saudita         | 1–0      | 1–0       | Campeonato de la WAFF 2012                           |
| 12. | 15-1-2015  | Canberra Stadium, Canberra, Australia                 | Emiratos Árabes Unidos | 1–1      | 1–2       | Copa Asiática 2015                                   |
| 13. | 7-10-2016  | Philippine Stadium, Bocaue, Filipinas                 | Filipinas              | 1–0      | 3–1       | Amistoso                                             |
| 14. | 7-10-2016  | Philippine Stadium, Bocaue, Filipinas                 | Filipinas              | 2–0      | 3–1       | Amistoso                                             |